# Oslo Freedom Forum

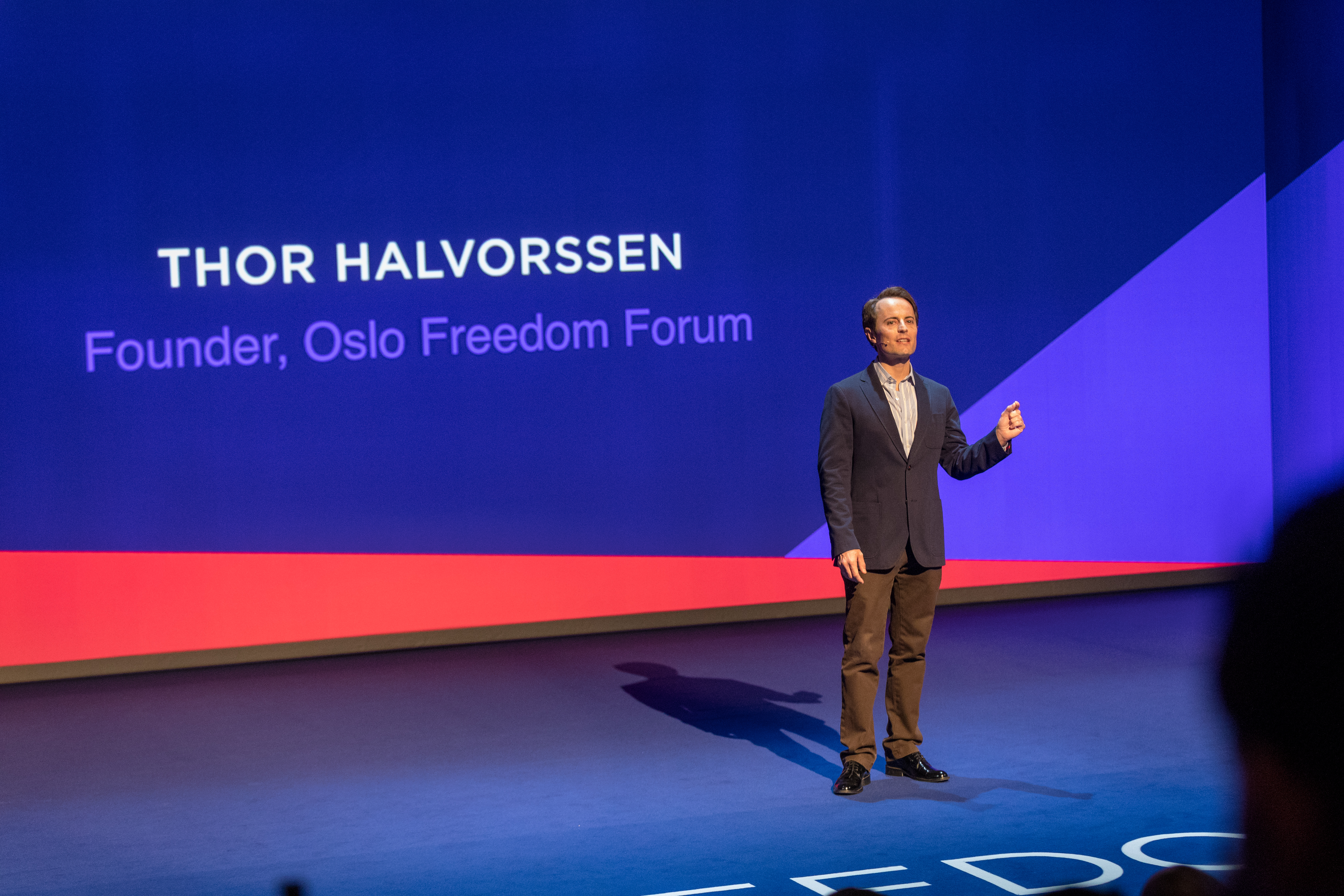
Oslo Freedom Forum 2018

Das Oslo Freedom Forum (OFF) ist eine Reihe von globalen Menschenrechts-Konferenzen, die von der in New York ansässigen NGO: Human Rights Foundation (HRF) des Norwegers/Venezolaners Thor Leonardo Halvorssen Mendoza veranstaltet wird. 2009 als einmalige Veranstaltung unter dem Motto: „The Nobility of the Human Spirit and the Power of Freedom“ gegründet, findet sie seitdem jährlich in Oslo statt. Die OFF-Vorträge und Podiumsdiskussionen vor einem Live-Publikum werden gestreamt und weltweit übertragen. 2020 (am 24./25. September) fand das 12.OFF zum ersten Mal coronabedingt als rein virtuelle Konferenz statt.
Das Ziel des Forums ist es, führende Menschenrechts-Aktivisten, ehemalige Regierungschefs, Nobelpreisträger und ehemalige Gefangene, die aufgrund ihres Einsatzes für Menschenrechte inhaftiert wurden sowie ausgewählte Autoren mit Geschäftsleuten, Politikern und kulturellen Meinungsmachern aus Norwegen und der Welt zusammenzubringen. Auf dem Forum wird außerdem seit 2012 der Václav-Havel-Preis für kreativen Dissens verliehen.
Slogan und der Geist des Oslo Freedom Forums:

“…is the thorn in tyranny’s side—a thriving global community of activists united by a common vision of making the world more peaceful, prosperous, and free from tyranny.”

„… ein Dorn im Auge der Tyrannei zu sein – eine blühende globale Gemeinschaft von Aktivisten vereint durch eine gemeinsame Vision, die Welt friedlicher, wohlhabender und frei von Tyrannei zu machen.“

Unter den bisherigen Teilnehmern der Veranstaltungen befanden sich viele Menschenrechtler und Aktivisten (siehe Liste) sowie zahlreiche bekannte Persönlichkeiten – z. B. Lech Wałęsa, Julian Assange, Garri Kasparow, Sarah Ferguson, Jimmy Wales, Erna Solberg und Lina Ben Mhenni sowie Václav Havel.

## Veranstaltungen

### 2009
01.OFF:

### 2010
02.OFF:

### 2011
03.OFF:

### 2012
04.OFF:

### 2013
05.OFF:

### 2014
06.OFF:

### 2015
07.OFF:

### 2016
08.OFF: 23.-25. Mai im Oslo Nye Teater, Oslo:
- Sprecher: Vladimir Kara-Murza[V2016 1]
- Beiträge:

### 2017
09.OFF: 20.-24. Mai im Oslo Nye Teater, Oslo:
- Sprecher/-in: Luis Almagro[V2017 1], José Gustavo Arocha, Xavier Bonilla[V2017 2], Vian Dakhil[V2017 3], Raed Fares[V2017 4], Leyla Hussein[V2017 5], Grace Jo[V2017 6], Joe Lonsdale[V2017 7], Kimberley Motley[V2017 8], Firuzeh Mahmoudi[V2017 9], Evan Mawarire[V2017 10], Wai Wai Nu[V2017 11], Steven Pinker[V2017 12], Srđa Popović[V2017 13], Erna Solberg[V2017 14], Elif Shafak[V2017 15]
- Beiträge: Wuilly Arteaga[V2017 16], Silvanos Mudzvova[V2017 17]

### 2018
10.OFF: 28.-30. Mai im Det Norske Teatret, Oslo:
- Sprecher/-in: Aayat Alqormozi, Amy Knight, Anastasia Lin, Anders Åslund, Andrei Soldatov, Anna Borshchevskaya, Antonio Ledezma, Aric Toler, Arif Yunus, Arkady Babchenko, Arthur Breitman, Asma Khalifa, Belquis Al Lahabi, Bill Browder, Bill Tai, Boris Reitschuster, Clare Rewcastle Brown, David J.Kramer, David Satter, Dr. Steven Waterhouse, Edipcia Dubón, Emmanuel Jal[V2018 1], Enes Kanter[V2018 2], Evan Mawarire, Fang Zheng, Farida Nabourema, Fatemah Qaderyan, Fred Bauma, Gabi Holzwarth, Galia Bernatzi, Garri Kasparow, Ian C.Kelly, Ine Eriksen Søreide, James Fallon, James Kirchick, Jason Silva, Jerry Sesanga, Ji Seong-ho, Joanna Hausmann, Jose Luis Martin Chito Gascon, Kimberley Motley, Lebo Mashile, Luke Harding, Michael Carpenter, Miriam Lanskoy, Molly McKew, Mu Sochua, Myeong Seong-hee, Nasako Besingi, Nikita Kulachenkov, Nikolai Astrup, Omar Sharif Jr., Olga Litvinenko, Preet Bharara, Rafael Marques De Morais, Rick Doblin[V2018 3], Ryan Shea, Svitlana Zalishchuk, Thorniké Gordadze, Ti-Anna Wang, Tiff Stevenson, Toomas Hendrik Ilves, Valentyn Nalyvaichenko, Vanessa Tsehaye, Wael Ghonim, Yeonmi Park, Yevgeni Kiselev, Yevgenia Albats, Zineb El Rhazoui[V2018 4]
- Beiträge:

### 2019
11.OFF: 27.-29. Mai im Det Norske Teatret, Oslo:
- Sprecher/-in: Adam Roa,[V2019 1] Asli Erdogan,[3] Andrew Zolli,[V2019 2] Bryan Fogel, Masih Alinejad, Preet Bharara, Audrey Mbugua uvam.
- Beiträge: Fartuun Abdisalaan Adan (Somalia) – Leiterin der NGO "Elman Friedens- und Menschenrchts-Zentrums" und Mitbegründerin der Hilfsorganisation: "Schwester Somalia" in Mogadishu (Beitrag: Nothing left to Fear[V2019 3]), Ariana Vafadri[V2019 4]

### 2020
12.OFF: 24./25. September 2020 (nur online):
- Sprecher/-in: Svetlana Tikhanovskaya,[V2020 1] Jack Dorsey,[V2020 2] Gulchehra Hoja,[V2020 3] Audrey Tang,[V2020 4] Thanathorn Juangroongruangkit,[V2020 5] Fatou Jallow,[V2020 6] Nathan Law,[V2020 7] Eunhee Park,[V2020 8] Mohamed Nagi Alassam,[V2020 9] Lyudmila Savchuk,[V2020 10] Ariel Ruiz Urquiola,[V2020 11] Christopher Balding,[V2020 12] Bryan Fogel[V2020 13] und Masih Alinejad[V2020 14]
- Präsentationen: Uyghur European Ensemble,[V2020 15] Ahmed Albasheer[V2020 16]

Weitere Veranstaltungen (welche auch von der HRF organisiert wurden)

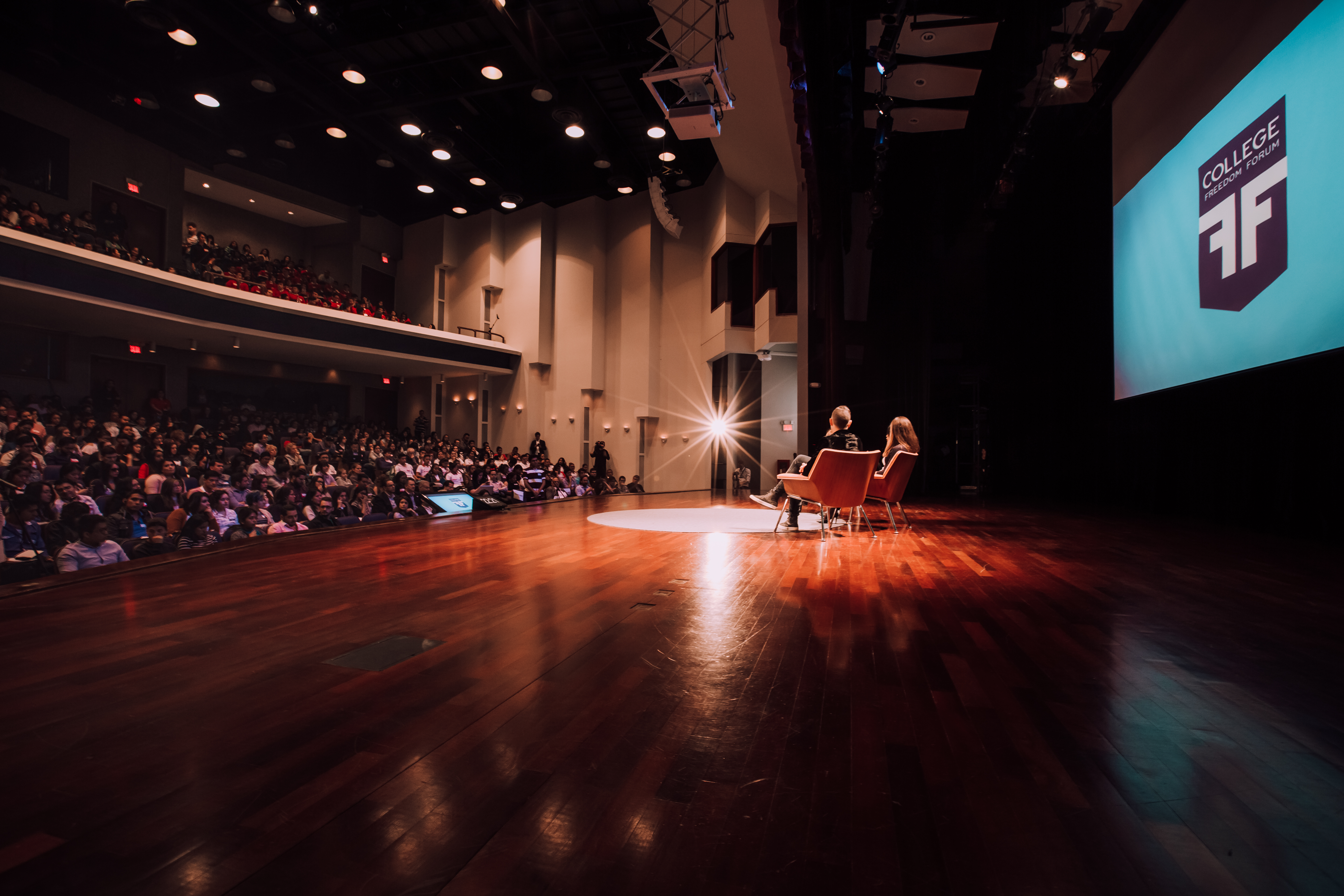
College Freedom Forum 2017

- das College Freedom Forum (CFF) – eine Reihe von eintägigen Veranstaltungen, welches Studenten über individuelle Menschenrechte und Demokratie auf der ganzen Welt informieren und aufklären soll. Die 1.CFF fand 2013 an der Tufts-Universität nahe Boston statt.
  - 5. November 2013: CFF an Tufts-Universität nahe Boston
  - 16. November 2017: CFF #ElevaTuVoz in Auditorio Jockey der Universidad del Rosario, Bogotá
  - 20. Februar 2019: CFF in Harvard University, Boston
- das San Francisco Freedom Forum (SFFF) – unregelmäßig in San Francisco stattfindete Veranstaltung, auf welcher eine Reihe von internationalen Menschenrechtsaktivisten über ihre Wege in die Freiheit vor einem vielfältigen Publikum in der Bay Area berichten.
  - 29. September 2016: SFFF[4] in Regency Center, San Francisco – Teilnehmer waren u. a.: Zineb El Rhazoui, Roya Mahboob, Anjan Sundaram, Hyeonseo Lee, Garri Kasparow, Kimberley Motley[V2017 18], Abdalaziz Alhamza, Anastasia Lin, Rosa María Payá, Yulia Marushevska
- Weitere On- und Offline-Menschenrechts-Konferenzen finden in unregelmäßigen Abständen weltweit in verschiedenen Städten statt, darunter in New York , Taipeh , Mexiko-Stadt  und Johannesburg  statt.
  - 2014:
    - 21.-22. Oktober: Viewing Party for the 2014 Oslo Freedom Forum

  - 2017:
    - 19. September: Oslo Freedom Forum New York City
      - Beiträge: Leyla Hussein[V2017 19], Vladimir Kara-Murza[V2017 20], Steven Pinker[V2017 21]

  - 2018:
    - 26. März: Oslo Freedom Forum Johannesburg, Südafrika
      - Beiträge: Leyla Hussein[V2018 5], Evan Mawarire[V2018 6]

    - 17. September: Oslo Freedom Forum New York in Lincoln Center, New York City
      - Beiträge: Mai Khoi[V2018 7]

    - 10. November: Oslo Freedom Forum in Taiwan[5] Taipeh
      - Beiträge: Mai Khoi[V2018 8], Vladimir Kara-Murza[V2018 9]

  - 2019:
    - 26. Februar: Oslo Freedom Forum in Mexico, Mexiko-Stadt
    - 9. April: Manal al-Sharif's Freedom Drive Launch Party in The Vynl, New York City
      - Beiträge: Evan Mawarire[V2019 5]

    - 13. September: Oslo Freedom Forum – Taiwan in Taipeh
    - 23. Oktober: Oslo Freedom Forum New York in The Town Hall, New York City

  - 2020:
    - 13./14. April: COVIDCon – How Tyranny Sparked and Exploits the Pandemic (nur online)

## Partner und Unterstützer
Es wird von mehreren Gruppen gebilligt, darunter dem Nobel-Friedenszentrum, der Universität Oslo, dem norwegischen Schriftstellerverband und dem Osloer Zentrum für Frieden und Menschenrechte.
Das OFF wird u. a. unterstützt von:
- Fritt Ord-Stiftung[8] – Freies Wort (norwegisch: Fritt Ords)-Stiftung mit dem Ziel Meinungsfreiheit zu unterstützen
- der Stadt Oslo
- der Thiel-Stiftung[9]
- dem norwegischen Helsinki-Komitee, eine NGO für Menschenrechte
- Sundt AS Norway
- der John Templeton-Stiftung (John Templeton Foundation.[10])
- dem Königlich Norwegischen Außenministerium (Norw.: Det-kongelige Utenriksdepartement)
- Fredskorpset (norwegisches Friedskorps[11])
- Amnesty International Norway[12]
- Plan International Norway[13] – humanitäre NGO für Kinderrechte
- The Brin Wojcicki Foundation[14] von Sergey Brin & Anne Wojcicki
- Human Rights House Foundation[15] – vor allem in Osteuropa tätige Menschenrechts-NGO
- Ny Tid[16] – norwegisches Magazin
- LIM-likestilling, integrering og mangfold[17] – norwegische NGO für Gleichheit, Integration und Vielfalt

Zu den Sponsoren gehören:
- die Stadt Oslo
- Color Line AS – norwegische Reederei
- die Thiel-Stiftung,
- das norwegische Außenministerium und die norwegische Regierung
- Fritt Ord-Stiftung
- Nobel-Friedenszentrum in Oslo
- Helly Hansen AS – ein norwegischer Hersteller von Arbeits-, Schlechtwetter- und Seglerbekleidung.
- Voss Water – norwegische Mineralwasser-Marke

## Liste der Teilnehmer
(alphabetisch nach Ländern sortiert) – in Klammern die Angabe des Jahres der Teilnahme

### A
Ägypten:
- Mona Eltahawy (preisgekrönte ägyptische Journalistin, 2010)
- Wael Ghonim (ägyptischer Internetaktivist, 2011)
- Soraya Bahgat (ägyptisch-finnische Anwältin für Frauenrechte und Gründerin von Tahrir Bodyguard, 2013)
- Bassem Youssef (ägyptischer Satiriker und Fernsehmoderator, 2014)
- Omar Sharif Jr. (Enkel des Filmstars Omar Sharif, Schauspieler, Model und Aktivist für LGBT-Rechte, 2016)
- Wael Ghonim (ägyptischer Internetaktivist und Unternehmer, 2018)
- Ramy Essam (ägyptischer Musiker, bekannt für seine Auftritte auf dem Tahrir-Platz, 2019)

Afghanistan:
- Sima Samar (Vorsitzende des AIHRC, 2010)
- SE Manizha Bakhtari (afghanischer Botschafter in Norwegen, 2010)
- Roya Mahboob (afghanische Technologieunternehmerin und Gründerin von Citadel Software, 2016)

Argentinien:
- Uki Goñi (argentinischer Journalist, 2011)
- Victoria Villarruel (argentinische Anwältin, 2011)

Aserbaidschan:
- Malahat Nasibova (aserbaidschanischer Journalist, 2011)
- Emin Milli (Schriftsteller und Aktivist, 2016)
- Leyla Yunus (aserbaidschanische Menschenrechtsaktivistin, 2018)

Australien:
- Julian Assange (Wikileaks-Gründer, 2010)

### B
Bahrain:
- Maryam al-Khawaja (bahrainische Rechtsaktivistin, 2011)

Bangladesch:
- Ahmedur Rashid Chowdhury (Verleger, Schriftsteller und Herausgeber aus Bangladesch, 2017)

Belgien:
- Andrew Stroehlein (Kommunikationsdirektor, International Crisis Group, 2011)

Birma:
- Wai Wai Nu (ehemalige politische Gefangene und Rohingya-Aktivistin, 2017)
- Zoya Phan (birmanischer Aktivist, 2011)

Bolivien:
- Víctor Hugo Cárdenas (ehemaliger Vizepräsident von Bolivien, 2009)

Brasilien:
- Fernão Lara Mesquita (brasilianischer Journalist, 2011)

Burundi:
- Gilbert Tuhabonye (Autor, Athlet und Überlebender des Völkermordes in Burundi, 2010)
- Pierre Claver Mbonimpa (burundischer Gefängnisreformer, 2010)

### C
Chile:
- Andés Velasco (chilenischer Ökonom und ehemaliger Finanzminister, 2015)

China:
- Jung Chang (Autor, Wild Swans, 2009)
- Harry Wu (chinesischer Dissident, 2009)
- Rebiya Kadeer (Präsidentin des Uigurischen Weltkongresses, 2010)
- Yang Jianli (chinesischer Dissident, 2011)
- Wan Yanhai (chinesischer HIV / AIDS-Aktivist, 2011)
- Hui Siu Fun (Produzent, Hongkongs Pearl and Jade TV, 2011)
- Anastasia Lin (Miss World Canada und chinesische Menschenrechtsaktivistin, SFFF 2016)
- Grace Gao (Tochter von Gao Zhisheng, dissidenter chinesischer Menschenrechtsanwalt, 2017)
- Fang Zheng (chinesischer Dissident, 2018)
- Nury Turkel (chinesisch-amerikanischer Anwalt, Aktivist für die Rechte des uigurischen Volkes, 2019)

### D
Dänemark:
- Torstein Nybo (Co-Produzent, Burma VJ, 2010)
- Jacob Mchangama (dänischer Gelehrter, 2011)

Deutschland:
- Peter Thiel (Mitbegründer von PayPal, 2010)
- Daniel Domscheit-Berg (Gründer von Openleaks, 2011)
- Siegmar Faust (deutscher Schriftsteller und ehemaliger politischer Gefangener der DDR, 2010)

### E
Ecuador:
- Guadalupe Llori (ecuadorianischer Politiker, 2010)
- Xavier Bonilla (ecuadorianischer politischer Karikaturist für die Zeitung El Universo, 2017)

Eritrea:
- Vanessa Tsehaye[18] (Menschenrechts-Aktivistin, 2019)

Estland:
- Mart Laar (ehemaliger Premierminister von Estland, 2010)

### F
Finnland:
- Soraya Bahgat (ägyptisch-finnische Anwältin für Frauenrechte und Gründerin von Tahrir Bodyguard, 2013)

Frankreich:
- Philippe Douste-Blazy (ehemaliger französischer Außenminister, 2011)
- Zineb El Rhazoui (in Marokko geborene französische Journalistin Charlie Hebdo und Menschenrechtsaktivistin, SFFF 2016)

### G
Großbritannien:
- Sarah, Herzogin von York (Herzogin von York und Ex-Frau von Prinz Andrew, 2009)
- Sara Bronfman (libysche Menschenrechtsaktivistin, 2009)
- Philippa Thomas (BBC-Moderator, 2011)
- Benedict Rogers (Autor und Teamleiter für Ostasien, Christian Solidarity Worldwide, 2011)
- Justine Hardy (britische Journalistin und Expertin für psychische Gesundheit, 2011)
- Nick Cohen (britischer Journalist und Autor, 2012)
- Shiraz Maher (Experte für islamischen Extremismus, 2015)
- Saad Mohseni (in Großbritannien geborener Vorsitzender und Geschäftsführer der MOBY GROUP, 2015)
- Chris Turner (preisgekrönter Stand-up-Comedian, 2017)
- Tiff Stevenson (britischer Komiker, 2018)
- Pete Pattisson (britischer Fotograf und Journalist The Guardian, 2019)

Gabun:
- Marc Ona Essangui (Präsident und Gründer zweier Organisationen in Gabun, 2015)

Ghana:
- George Ayittey (ghanaischer Ökonom, 2011)
- Anas Aremeyaw Anas (Undercover-Journalist, 2017)

### I
Indien:
- Vincent Manoharan (indischer Dalit-Anwalt, 2011)
- Kenan Malik (in Indien geborener Anwalt für freie Meinungsäußerung in Englisch, 2015)
- Anjan Sundaram (indischer Autor, Journalist und Aktivist gegen soziale Ungerechtigkeit, SFFF 2016)

Iran:
- Kambiz Hosseini (iranischer Satiriker, Schauspieler sowie Fernseh- und Radiomoderator, 2015)
- Maryam Faghihmani (iranische Menschenrechtswissenschaftlerin und Aktivistin, 2015)
- Marina Nemat (ehemalige politische Gefangene, 2010)
- Shirin Ebadi (iranischer Nobelpreisträger, 2011)
- Firuzeh Mahmoudi (iranisch-amerikanische Unternehmerin, Gründerin von United for Iran[19])
- Masih Alinejad (iranische Journalistin und Aktivistin für Frauenrechte, 2019)

Irak:
- Vian Dakhil (irakische Parlamentarierin, 2017)
- Omar Mohammed (irakischer Historiker – Gründer von Mosul Eye,[20] 2018)

Israel:
- Dana Weiss (israelische Journalistin, Moderatorin und Anwältin, Israels Channel 12 News, 2011)

### J
Jamaika:
- Thomas Glave (jamaikanischer Autor, Professor, Aktivist, 2011)

Jemen:
- Abdulkarim Al-Khaiwani (jemenitischer Journalist, 2010)

Jordanien
- Seid al-Hussein (jordanischer Diplomat, 2014 bis 2018 Hoch-Kommissar der Vereinten Nationen für Menschenrechte, 2019)

### K
Kambodscha:
- Sophal Ear (Gelehrter des kambodschanischen Völkermords, 2010)
- Somaly Mam (kambodschanische Autorin und Menschenrechtsaktivistin, 2012)
- Mu Sochua (kambodschanischer Politiker und Rechtsaktivist, 2018)

Kanada:
- Irwin Cotler (ehemaliger kanadischer Justizminister und Generalstaatsanwalt, 2012)
- Maziar Bahari (iranisch-kanadischer Journalist und Menschenrechtsaktivist, 2018)
- Emmanuel Jal (sudanesisch-kanadischer Performer, Schriftsteller und politischer Aktivist, 2018)

Kolumbien:
- Victor Diusaba (Online-Regisseur, El Semana in Kolumbien, 2011)
- Belisario Betancur (ehemaliger Präsident von Kolumbien, 2011)
- Clara Rojas (kolumbianische Politikerin, früher von der FARC entführt, 2010)

Kuba:
- Yoani Sanchez (kubanischer Blogger, per Video, 2010)
- Armando Valladares (ehemaliger kubanischer politischer Gefangener, 2010)
- María Payá Acevedo (politische Dissidentin, 2016)
- Guillermo Fariñas Hernández (kubanischer Psychologe, Journalist und politischer Dissident, 2017)

### L
Lettland:
- Vytautas Landsbergis (ehemaliger lettischer Präsident, 2009)

Liberia:
- Samuel Kofi Woods (Minister für öffentliche Arbeiten, Liberia, 2010) Leymah Gbowee (liberianische Aktivistin, 2011)

Libyen:
- Ghazi Gheblawi (libyscher Schriftsteller, 2011)
- Alaa Murabit (libysche Menschenrechtsaktivistin und Gründerin einer NGO, 2015)
- Asma Khalifa (libysche Aktivistin für Frauenrechte und Frieden, 2018)

### M
Malawi:
- Violet Banda (malawischer Jugendradiomoderator, 2011)
- Memory Banda (malawische Aktivistin für Mädchenrechte, 2017)
- Memory Mbewe (malawische Aktivistin für Kinderrechte, 2019)

Malaysia:
- Anwar Ibrahim (Oppositionsführer, Malaysia, 2010)
- Nurul Izzah Anwar (malaysischer Politiker, 2015)
- Clare Rewcastle Brown (malaysische Journalistin, 2018)

Malediven:
- Mohamed Nasheed (Menschenrechts- und Umweltaktivist – der 1. demokratisch gewählter Präsident der Malediven, 2017)

Mauretanien:
- Abdel Nasser Ould Yessa (Gründer der SOS-Sklaven Mauretaniens, 2011)

Mexiko:
- Sandra Rodriguez Nieto (mexikanische Journalistin, 2015)
- Lisa Sánchez (Anwältin und Aktivistin gegen die Drogenkriminalität in Mexiko, 2019)

Marokko:
- Ahmed Benchemsi (marokkanischer Journalist, 2011)
- Zineb El Rhazoui (in Marokko geborener Journalist, 2015)

### N
Nigeria:
- Wole Soyinka (nigerianischer Dramatiker und Dichter, 2016)

Nord-Korea:
- Park Sang Hak (nordkoreanischer Demokratieaktivist, 2009)
- Kang Chol-hwan (Autor, Aquarien von Pjöngjang, 2010)
- Yeonmi Park (nordkoreanischer Überläufer und Experte für die Schwarzmarktwirtschaft des Landes, 2014)
- Ji Seong-Ho (nordkoreanischer Flüchtling und Präsident einer nordkoreanischen NGO, 2015)
- Hyeonseo Lee (nordkoreanische Überläuferin und Aktivistin für Flüchtlinge, OFF 2014, SFFF 2016)
- Grace Jo (nordkoreanische Überläuferin, Aktivistin und Vizepräsidentin der nordkoreanischen Flüchtlinge in den USA (NKinUSA), 2017)
- Thae Yong-ho (ehemaliger nordkoreanischer Diplomat, der 2016 nach Südkorea flüchtete, 2019)

Norwegen:
- Kjell Magne Bondevik (ehemaliger norwegischer Premierminister, 2009,10)
- Kristin Clemet (ehemalige Bildungsministerin, 2009,10)
- John Peder Egenaes (Generalsekretär, Amnesty International Norway,[21] 2009)
- Arne L. Lynngård (Präsident der Rafto Foundation,[22] 2009)
- Magne Ove Varsi (Führerin der Rechte indigener Völker, 2009)
- Peder Lunde (norwegischer Olympiasieger, 2009)
- Kai Eide (UN-Sonderbeauftragter für Afghanistan und Leiter der UNAMA, 2010)
- Jan Erik Helgesen (Präsident der Venedig-Kommission, 2010)
- Therese Jebsen (Geschäftsführerin, Rafto Foundation, 2010)
- Åsne Seierstad (Autorin, The Bookseller of Kabul, 2010)
- Knut Olav Amas (politischer Redakteur, Norwegens Aftenposten, 2011)
- Hanne Skartveit (politische Redakteurin, Norwegens Verdens Gang, 2011)
- Fabian Stang (Bürgermeister, Stadt Oslo, 2011)
- Jan Egeland (Direktor von Human Rights Watch Europe, 2011)
- Børge Brende (norwegischer Außenminister und ehemaliger Geschäftsführer des Weltwirtschaftsforums, 2015)
- Erna Solberg (ehemalige Ministerpräsidentin von Norwegen, 2017)
- Sigve Brekke (Präsident und CEO der Telenor Group, 2019)

### O
Österreich:
- Michael Fleischhacker (Herausgeber, Österreichs Die Presse, 2011)

### P
Pakistan:
- Asma Jahangir (führende pakistanische Anwältin, 2012)
- Mukthar Mai (pakistanische Frauenrechtlerin, 2010)
- Maria Toorpakai Wazir (professionelle pakistanische Squashspielerin und Frauenrechtlerin, 2017)

Palästina:
- Izzeldin Abuelaish (palästinensischer Arzt, 2011)
- Iyad El-Baghdadi (palästinensischer Schriftsteller aus dem Arabischen Frühling, 2014)

Peru:
- Hernando de Soto (peruanischer Ökonom, per Video, 2010)
- Alejandro Toledo (ehemaliger Präsident von Peru, 2011)

Polen:
- Lech Wałęsa (ehemaliger polnischer Präsident; Nobelpreisträger, 2010)

### R
Rumänien:
- Elie Wiesel (rumänisch-amerikanischer Autor, Friedensnobelpreisträger 1986, per Video, 2009)
- Emil Constantinescu (ehemaliger Präsident von Rumänien, 2009,10,11)

Russland:
- Wladimir Bukowski (ehemaliger politischer Gefangener der Sowjetunion, 2009,2010, 2017)
- Garri Kasparow (russischer Schachgroßmeister und Demokratieanwalt, 2010, 11)
- Mark Belinsky (Digitale Demokratie, 2010)
- Grigory Shvedov (russischer Journalist, 2011)
- Maria Alyokhina (Mitglied der Punkband Pussy Riot, 2014)
- Michail Chodorkowski (russischer Unternehmer, 2014)
- Elena Kostyuchenko (russische Journalistin und Anwältin für LGBT-Rechte, 2015)
- Wladimir Kara-Mursa (russischer Oppositionsaktivist, 2016)
- Schanna Nemzowa (russische Journalistin, Sozialaktivistin, 2017)

### S
Saudi-Arabien:
- Manal al-Sharif (Frauenrechtlerin, 2012)
- Walid al-Hathloul (saudischer Demokratie-Aktivist und Bruder von Loujain al-Hathloul, 2019)

Schweden:
- Birgitta Ohlsson (schwedische Ministerin für Angelegenheiten der Europäischen Union, 2010,2011)
- Claes Arvidsson (ausländischer Redakteur, Schwedens Svenska Dagbladet, 2011)

Serbien
- Srđa Popović (serbischer Politaktivist, 2017)

Singapur:
- Chee Soon Juan (Vorsitzender der Demokratischen Partei von Singapur, 2012)

Somalia:
- Lelya Hussein (Psychotherapeutin, Autorin, Spezialistin für weibliche Genitalverstümmelung und Geschlechterrechte, 2017, 2018)
- Fartuun Abdisalaan Adan (Menschenrechtsaktivistin und Mitbegründerin von Schwester Somalia, 2019)

Südafrika:
- Andrew Feinstein (ehemaliger südafrikanischer Politiker, 2012)
- Busi Kheswa (südafrikanischer LGBT-Aktivist, 2011)
- Lebogang Mashile (südafrikanische Schauspielerin und Dichterin, 2018)

Spanien:
- Maria Antonia Sánchez-Vallejo (ausländische Redakteurin, El Pais aus Spanien, 2011)

Sudan:
- Amir Ahmad Nasr (sudanesischer Blogger, 2011)
- Erik Hersman (Mitbegründer, Ushahidi Software, 2011)
- Lubna al-Hussein (sudanesische Anwältin für Frauenrechte, 2010)
- Yousra Elbagir (sudanesisch-britische Journalistin, 2019)

Swasiland:
- Thulani Maseko (Menschenrechtsanwalt, 2016)

Syrien:
- Raed Fares (syrischer Aktivist für Demokratie, 2017)
- Abdulrahman Al-Mawwas (Mitbegründer des syrischen Zivilschutzes, 2017)

### T
Tadschikistan:
- Sharofiddin Gadoev (im Exil lebender Demekratie-Aktivist, 2019)

Thailand:
- Pravit Rojanaphruk (Verfolgter thailändischer Journalist und Dissident, 2015)
- Netiwit Chotiphatphaisal (studentischer Aktivist, Verger und Autor der Chulalongkorn University, 2018, 2019)
- Rap against Dictatorship (Hip-Hop-Kollektiv & Aktivistengruppe,[23] 2019)

Tibet:
- Palden Gyatso (ehemaliger buddhistischer gewaltloser politischer Gefangener, 2009)

Tschad:
- Jacqueline Moudeina (Leiterin der tschadischen Menschenrechtskommission, 2009)

Tschetschenien:
- Lidia Yusupova (tschetschenische Anwältin, 2010)
- Akhmed Zakayev (Premierminister im Exil, Tschetschenien, 2011)

Tschechien:
- Václav Havel (ehemaliger tschechischer Präsident, per Video, 2009)

Tunesien:
- Amira Yahyaoui (Gründerin von Al Bawsala, einer tunesischen NGO, 2015)
- Lina Ben Mhenni (tunesische Aktivistin, 2012)

Türkei:
- Leyla Zana (ehemalige türkische politische Gefangene, 2009)
- Mustafa Akyol (türkischer Autor und Journalist, 2015)
- Elif Shafak (türkischer Schriftsteller und politische Kommentatorin, 2017)
- Aslı Erdoğan (türkische Schriftstellerin und Menschenrechtsaktivistin, 2019)

### U
Uganda:
- Kasha Nabagesera (ugandische Rechtsaktivistin, 2010)

Uruguay:
- Luis Almagro (Anwalt, Diplomat und 10. Generalsekretär der Organisation Amerikanischer Staaten, 2017, 2019)

USA:
- Greg Mortenson (Co-Autor, Drei Tassen Tee, 2009)
- L. Craig Johnstone (stellvertretender Hochkommissar für Flüchtlinge, Vereinte Nationen, 2009,2011)
- Jack Healey (ehemaliger Geschäftsführer, Amnesty International, 2009)
- Mauro de Lorenzo (Vizepräsident für Freiheit und freies Unternehmertum, John Templeton Foundation, 2010)
- Paula Schrifer (Direktorin für Interessenvertretung, Freedom House, 2010)
- Zuhdi Jasser (Präsident und Gründer des American Islamic Forum for Democracy, 2010)
- Jimmy Wales (Wikipedia-Gründer, per Video, 2010,11)
- Jared Genser (Präsident von Freedom Now; Rechtsberater von Liu Xiaobo, 2010, 2012)
- Benjamin Skinner (Autor, A Crime So Monstrous, 2010)
- Claudia Rosett (Kolumnistin, Forbes Magazine, 2010)
- Kate Hughes (Frauen für Frauen International, 2010)
- James Traub (mitwirkender Autor, The NYT Magazine, 2010)
- Michael C. Moynihan (leitender Redakteur, Reason Magazine, 2010)
- Paul Steiger (Vorsitzender des Ausschusses zum Schutz von Journalisten, 2011)
- Barbara Demick (Autorin, Journalistin und nordkoreanische Expertin, 2011)
- Jay Nordlinger (leitender Redakteur, National Review, 2011)
- Jamie Kirchick (Autor, Radio Free Europe, 2011)
- John Fund (Kolumnist, Wall Street Journal, 2011)
- Reihan Salam (Kolumnist, Daily Beast, 2011)
- Mona Eltahawy (ägyptisch-amerikanische Analystin, 2011)
- James Fallon (Neurowissenschaftler, 2011)
- Steven Levitsky (Harvard-Politikwissenschaftler, 2011)
- David Andelman (Herausgeber, World Policy Journal, 2011)
- Jackson Diehl (stellvertretender Redaktionsseiten-Editor, Washington Post, 2011)
- James O’Neill (Thiel-Stiftung, Clarium Capital, 2011)
- Ebele Okobi-Harris (Direktor für Wirtschaft und Menschenrechte, Yahoo, 2011)
- Amber Lyon (CNN-Korrespondentin, 2011) Jody Williams (Nobelpreisträger, 2011)
- Larry Diamond (Professor für Politikwissenschaft an der Stanford University, 2015)
- Kimberley Motley (amerikanische Menschenrechtsanwältin und Prozessanwältin in Afghanistan, 2015, 2016)
- Colin Crowell (Experte für Internet-Technologiepolitik, 2015)
- Liza Donnelly (Autorin / Karikaturistin, The New Yorker, CBS News, 2016, 2017)
- Joe Lonsdale (amerikanischer Technologieunternehmer, Investor und Philanthrop, 2017)
- Carah Faye (amerikanische Sängerin und Songwriterin, 2017)
- Steven Pinker (amerikanisch-kanadischer Experimentalpsychologe, Kognitionswissenschaftler, Linguist und Populärwissenschaftler, 2017)
- Galia Benartzi (amerikanische Technologieunternehmerin, 2018)
- Jason Silva (venezolanisch-amerikanische Fernsehpersönlichkeit, 2018)
- Rick Doblin (amerikanischer Anwalt für psychedelische Drogen, 2018)
- Preet Bharara (indisch-amerikanischer Jurist und Staatsanwalt, 2019)
- Adam Roa (amerikanischer Schauspieler und Produzent, 2019)
- Timothy Snyder (amerikanischer Historiker und Autor Bloodlands, 2019)
- Bryan Fogel (amerikanischer Dramaturg, Regisseur, Drehbuchautor und Filmproduzent, 2019)
- Molly McKew (amerikanische Autorin und Außenpolitik-Beraterin, 2019)
- Andrew Zolli (amerikanischer Autor und Zukunftsforscher, 2019)

Usbekistan:
- Mutabar Tadjibayeva (ehemaliger usbekischer politischer Gefangener, 2009)

### V
Vereinigte Arabische Emirate:
- Iyad El-Baghdadi (Menschenrechtsaktivist, Internetkommentator der palästinensischen Emirate, 2014)

Venezuela:
- Ramón José Velásquez (ehemaliger venezolanischer Präsident, per Video, 2009)
- Marcel Granier (venezolanischer Journalist, 2010)
- Diego Arria (ehemaliger Präsident des UN-Sicherheitsrates, 2010)
- Leopoldo Lopez (Oppositionsführer, Venezuela, 2010)
- Rayma Suprani (venezolanische politische Karikaturistin, 2015, 2019)
- José Gustavo Arocha (venezolanischer ehemaliger politischer Gefangener, 2017)
- Antonietta Ledezma (venezolanische Menschenrechtsaktivistin, 2017)
- Wuilly Arteaga (venezolanischer Geiger und Aktivist, 2017)
- Antonio Ledezma (venezolanischer Politiker, 2018)

Vietnam:
- Vo Van Ai (vietnamesischer Menschenrechtsaktivist, 2009)
- Thich Quang Do (vietnamesischer religiöser Führer, per Video, 2010)

### W
Weißrussland:
- Aliaksandr Bialiatski (belarussischer Demokratieaktivist und Oppositionsführer, 2009)
- Zhanna Litvina (belarussische Journalistin, 2011)

Westsahara:
- Aminatou Haidar (Menschenrechtsaktivist, 2016)

### Z
Zimbabwe:
- Jestina Mukoko (simbabwische Menschenrechtsaktivistin, 2012)
- Evan Mawarire (Bürgerrechtler, Gründer der # ThisFlag-Bewegung, 2017, 2018)
- Silvanos Mudzvova (simbabwischer Schauspieler, Dramatiker und Aktivist, 2017 Preisträger "Václav-Havel-Preis für kreativen Dissens", 2017)

## Medien und Beiträge (Video nach Jahren)
aus 2016:
1. ↑  Russians are ready for Democracy

aus 2017:
1. ↑  A new kind of Diplomat
2. ↑  Caricatura Subversiva
3. ↑  One Yazidi against ISIS
4. ↑  Building a free syria one town at the time
5. ↑  The cruel cut
6. ↑  My journey from north korea to america
7. ↑  Tech against corruption
8. ↑  Rule of Law: Afghanistan’s Best Hope
9. ↑  United for Iran
10. ↑  #thisflag
11. ↑  My struggle with Burma's Future
12. ↑  The better angels of our nature
13. ↑  Revolution 101
14. ↑  Keynote adress 2017
15. ↑  oslofreedomforum.com
16. ↑  The sound of defiance
17. ↑  Vaclav Havel Price 2017 Acceptance Speech.
18. ↑  Justness for all
19. ↑  2017-The Cruel Cut
20. ↑  Russians are ready for Freedom
21. ↑  The Case for reason, science humanism and progress

aus 2018:
1. ↑  2018-The Art of Forgiveness
2. ↑  2018-Enes Kanter&Thor Halvorssen-Knick vs. Dictator: A Conversation with Enes Kanter
3. ↑  2018-The Promise of Psychedelics for PTSD
4. ↑  2018-Challenging Power
5. ↑  2018-The Cruel Cut
6. ↑  Defending Democracy
7. ↑  2018 – Why Vietnam Silenced a Pop Star
8. ↑  2018 – AN ARTIST'S CALL FOR VIETNAM'S FREEDOM
9. ↑  2018-Standing Up for Freedom in Russia

aus 2019:
1. ↑  2019 – The Art of Choosing Love
2. ↑  2019 – The Moral Mirror: Using Space to Monitor Human Rights Around the World
3. ↑  2019 – Nothing left to Fear
4. ↑  2019 – Ariana Vafadri Musical Performance
5. ↑  We are freedom

aus 2020:
1. ↑  2020 – Leading Belarus’ Democratic Movement
2. ↑  2020 – A Conversation with Twitter and Square CEO Jack Dorsey
3. ↑  2020 – What Happens Next?
4. ↑  2020 – Adapting to the Global Rise of Authoritarianism
5. ↑  2020 – Democratization in Thailand: 100 Years of Struggle
6. ↑  2020 – Gambia’s Visible Sexual Assault Survivor
7. ↑  2020 – From Hong Kong to the World: Activism in Exile
8. ↑  2020 – A Bright and Free Future for North Korea
9. ↑  2020 – From Despair to Hope: The Chronicles of Sudan’s Peaceful Revolution
10. ↑  2020 – The Poison of Putin’s Regime
11. ↑  2020 – Cuba: Nothing Left To Lose
12. ↑  2020 – Big Data and Human Rights
13. ↑  2020 – A Conversation with Bryan Fogel, Director of “The Dissident”
14. ↑  2020 – Stop Executions in the Islamic Republic
15. ↑  2020 – Uyghur European Ensemble Performance
16. ↑  2020 – Stand-up performance